# كأس كولومبيا 2012
كأس كولومبيا 2012 (بالإسبانية: Copa Colombia 2012)‏ هو موسم من كأس كولومبيا. كان عدد الأندية المشاركة فيه 36، وفاز فيه أتلتيكو ناسيونال.